# 布智神社
布智神社（ふちじんじゃ）は、愛知県稲沢市祖父江町本甲宮東4に鎮座する神社。
社格は旧郷社。日光川の右岸（西岸）にある。布智神社の周辺には、大字として祖父江町森上が、字として宮西や宮前や森下東などがある。神紋は五七の桐。

## 祭神
- 軻具突智命（かぐつちのみこと）[2][3]

## 由緒

### 古代
旧中島郡祖父江町には祖父江古墳群と総称される古墳群がある。布智神社の西の鳥居の脇には径約30mで高さ約2mの墳丘があり、前方後円墳であると推定されているが、発掘の記録はない。
延長5年（927年）に編纂された延喜式神名帳に記載のある式内社であり、尾張国中島郡30座のうちの一つである。この頃の丸渕、森下、森上付近は布智（淵）と呼ばれ、室町時代まで木曽川の分流が流れていた。

### 中世・近世
平安時代末期に編纂された『尾張国内神名帳』には従一位布智天神、渕天神、渕森天神とある。尾張国の国司が参拝した記録も残っている。古来より鎮火・尚武の神として崇敬され、平安時代後期の崇徳天皇の保延年間（1135年～1140年）、京都で頻繁に大火が起こった時期には、火難の祈祷を命じられている。
織田信長は布智神社で武運長久の祈願を行った。慶長年間（1596年～1614年）には鎮火祭の祈祷が命じられている。歴代清洲城主は社殿の修復や寄進などを行った。
江戸時代には淵森天神と呼ばれていた。元禄年間（1688年～1704年）以後に尾張藩によって編纂された『張州府志』にも言及されている。木曽三川分流工事（宝暦治水）の総奉行である平田靱負は、布智神社に工事の成功を祈願した。
江戸末期から明治初期に編纂された『尾張名所図会』にも正琳寺などとともに言及されている。1907年（明治40年）には近代社格制度による郷社に列せられた。

### 近代・現代
近代までは火神社（ひかみしゃ）とも呼ばれ、また森下お宮と通称される。1932年（昭和7年）に祖父江町教育会が発行した『祖父江町誌』には火神社として掲載されている。同年時点の氏子は森上が150戸、森下が33戸、西川が93戸、計276戸だった。
2008年（平成20年）、稲沢市は市制50周年を記念して「稲沢市の景観地50選」を選定し、「布智神社の深い森」も選ばれた。

## 境内

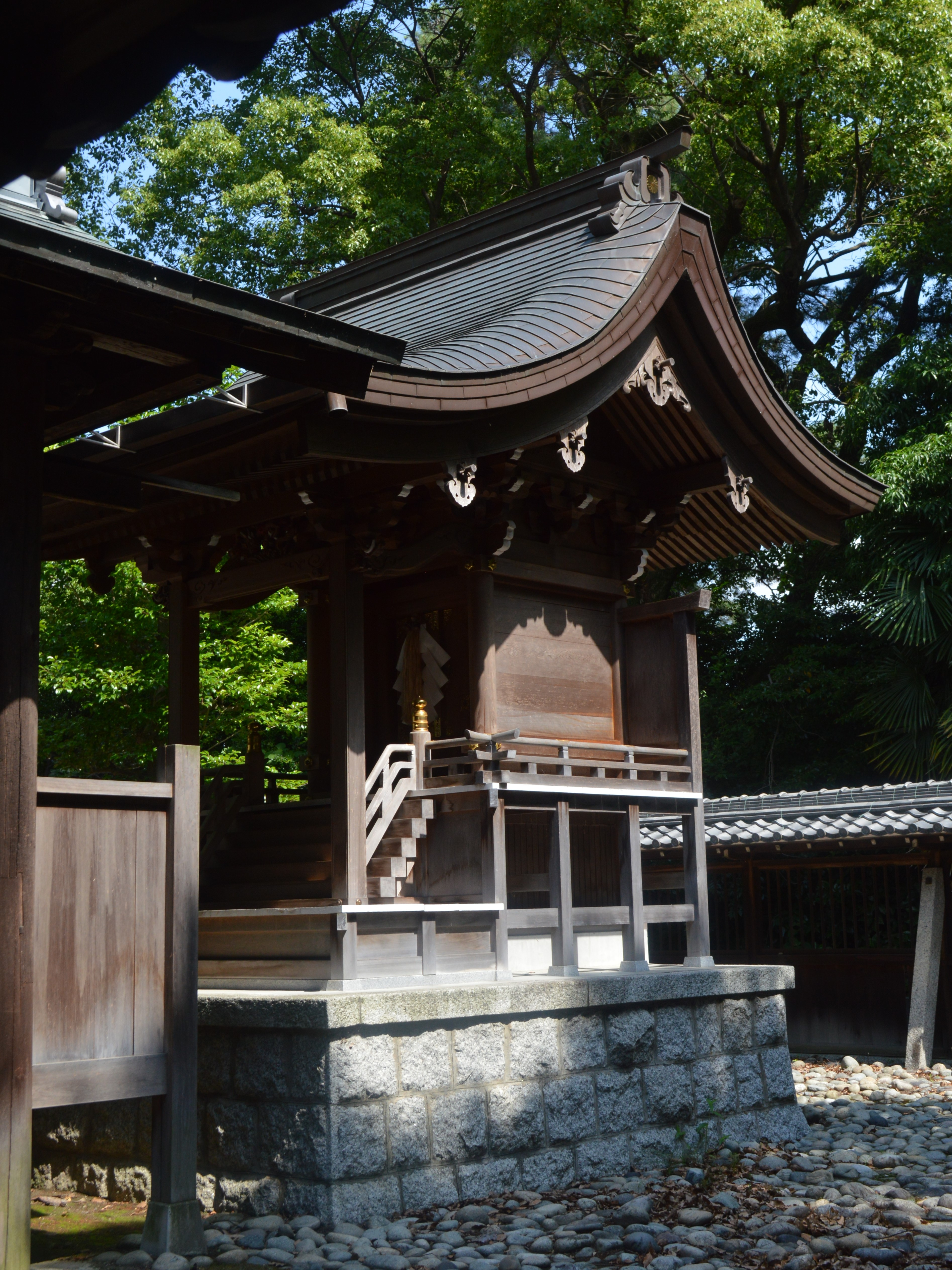
本殿
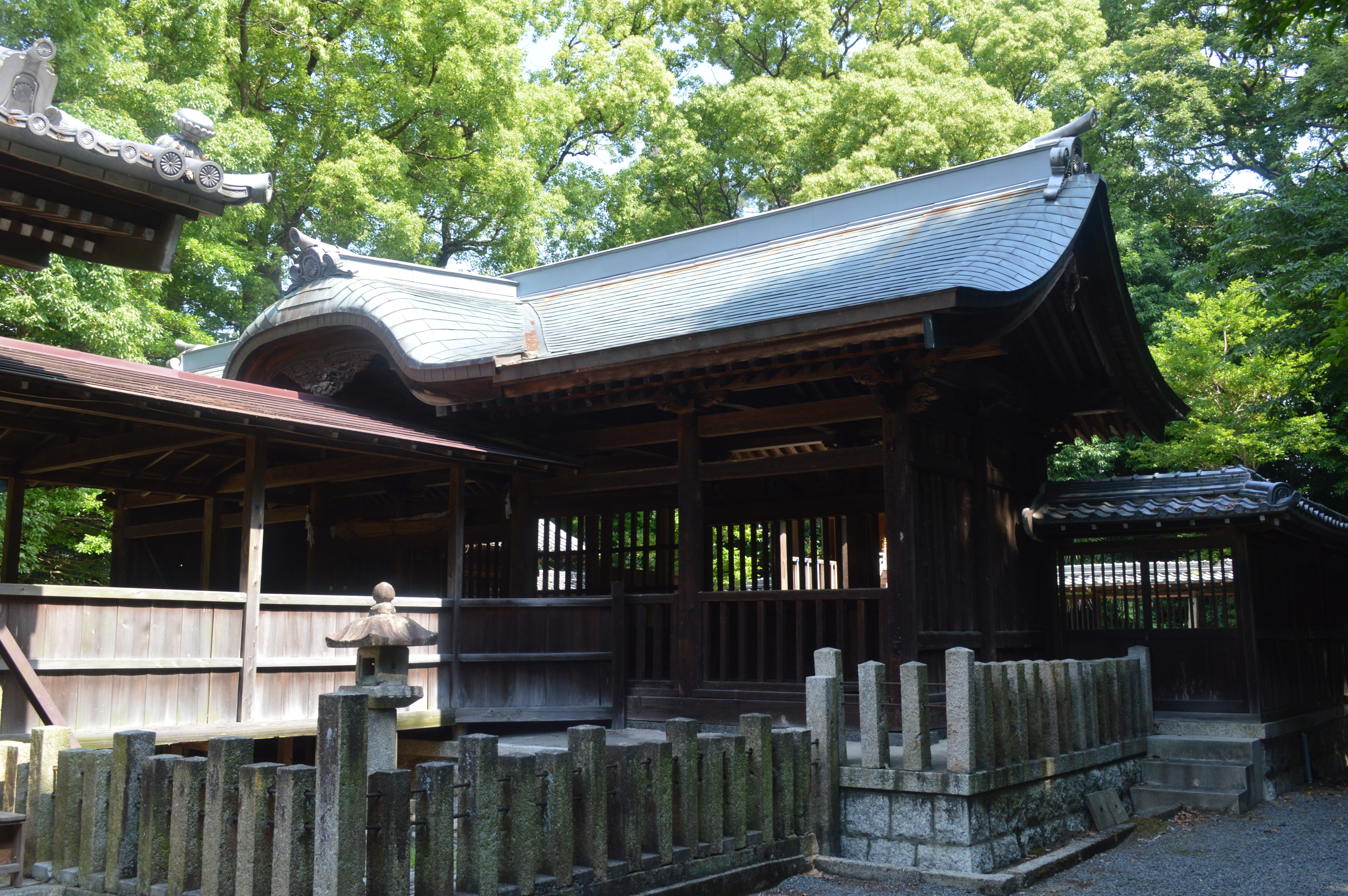
祭文殿（幣殿[1]）
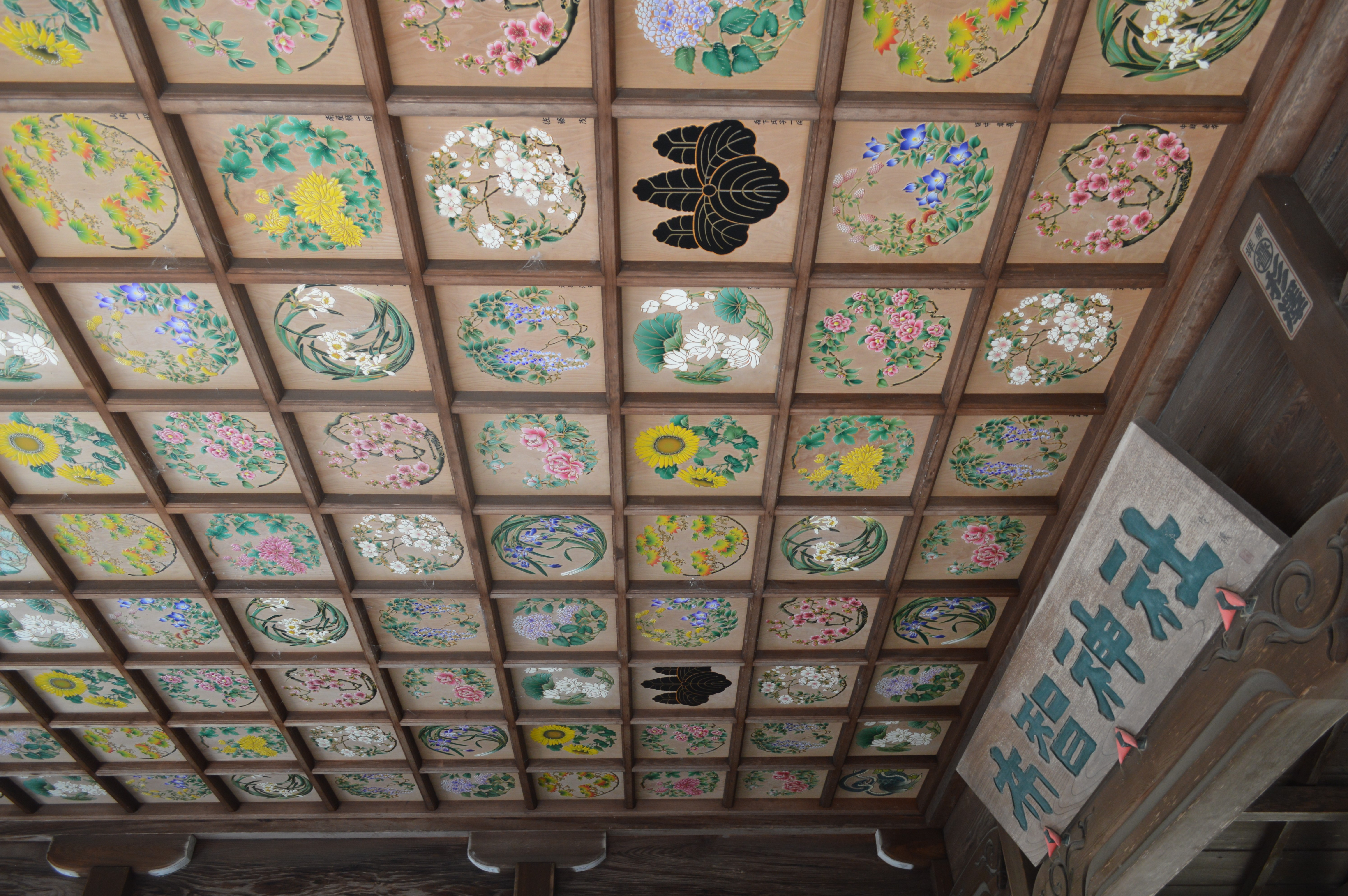
拝殿
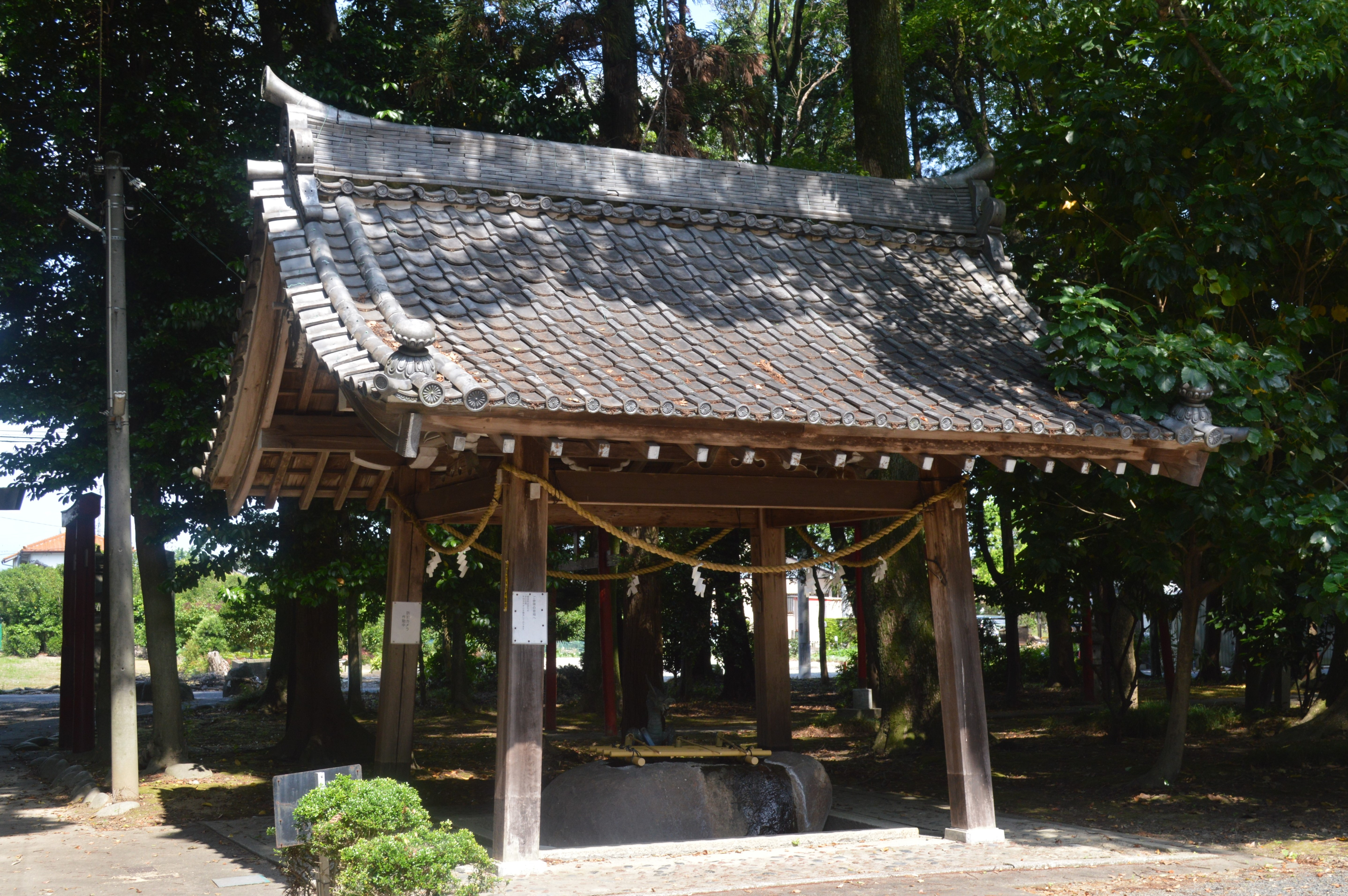
手水舎
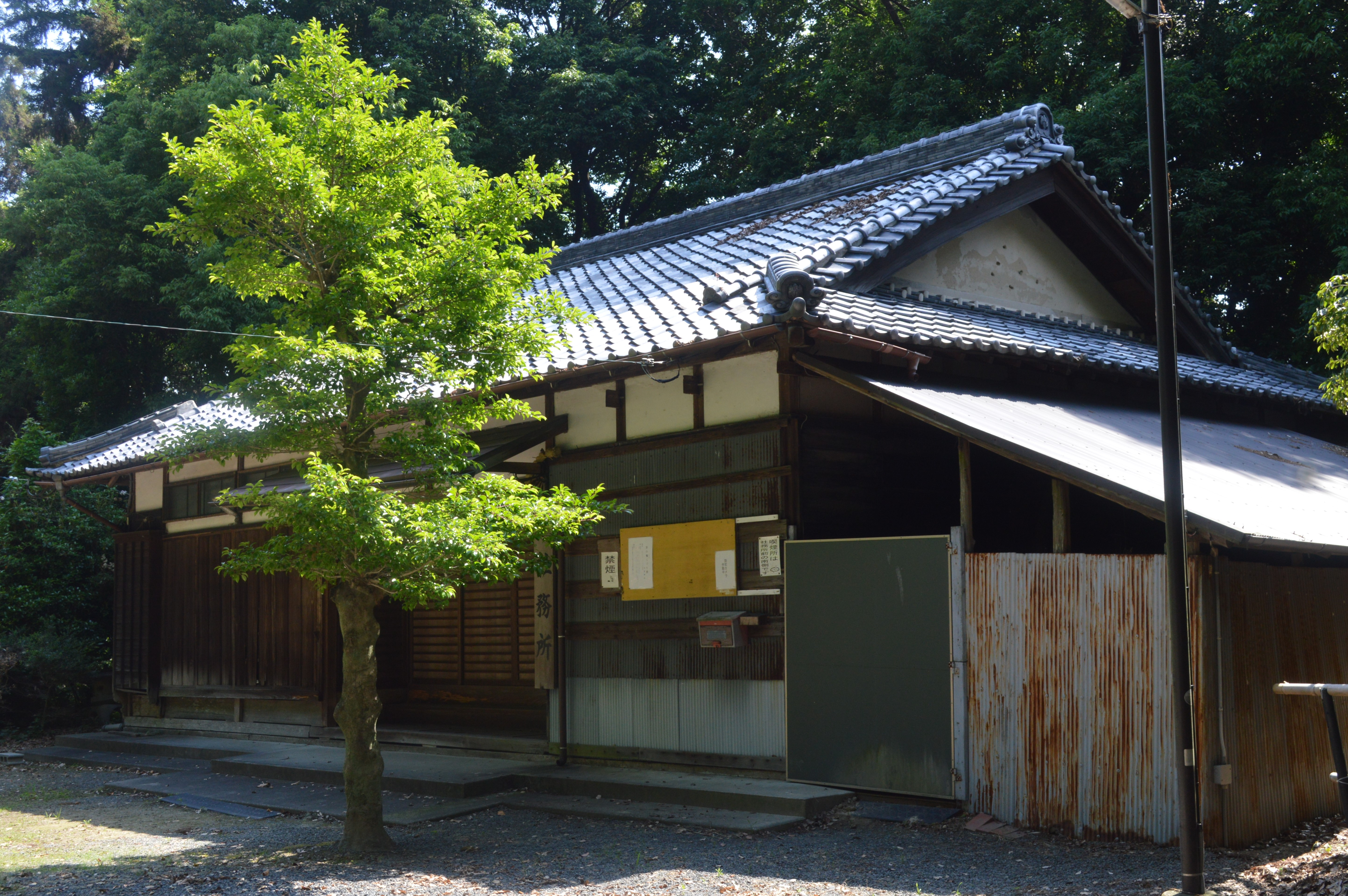
社務所
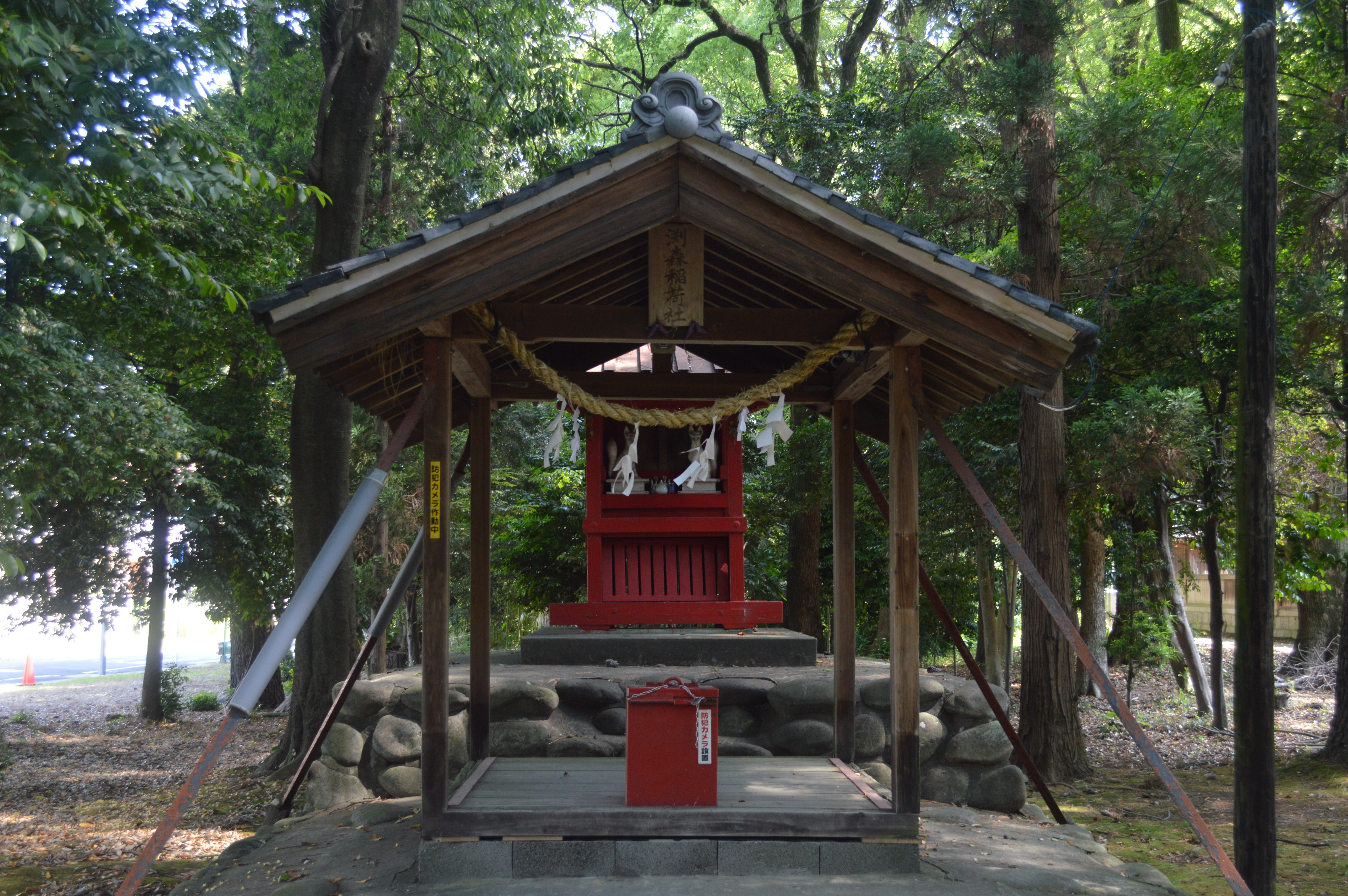
稲荷社 - 境内社。
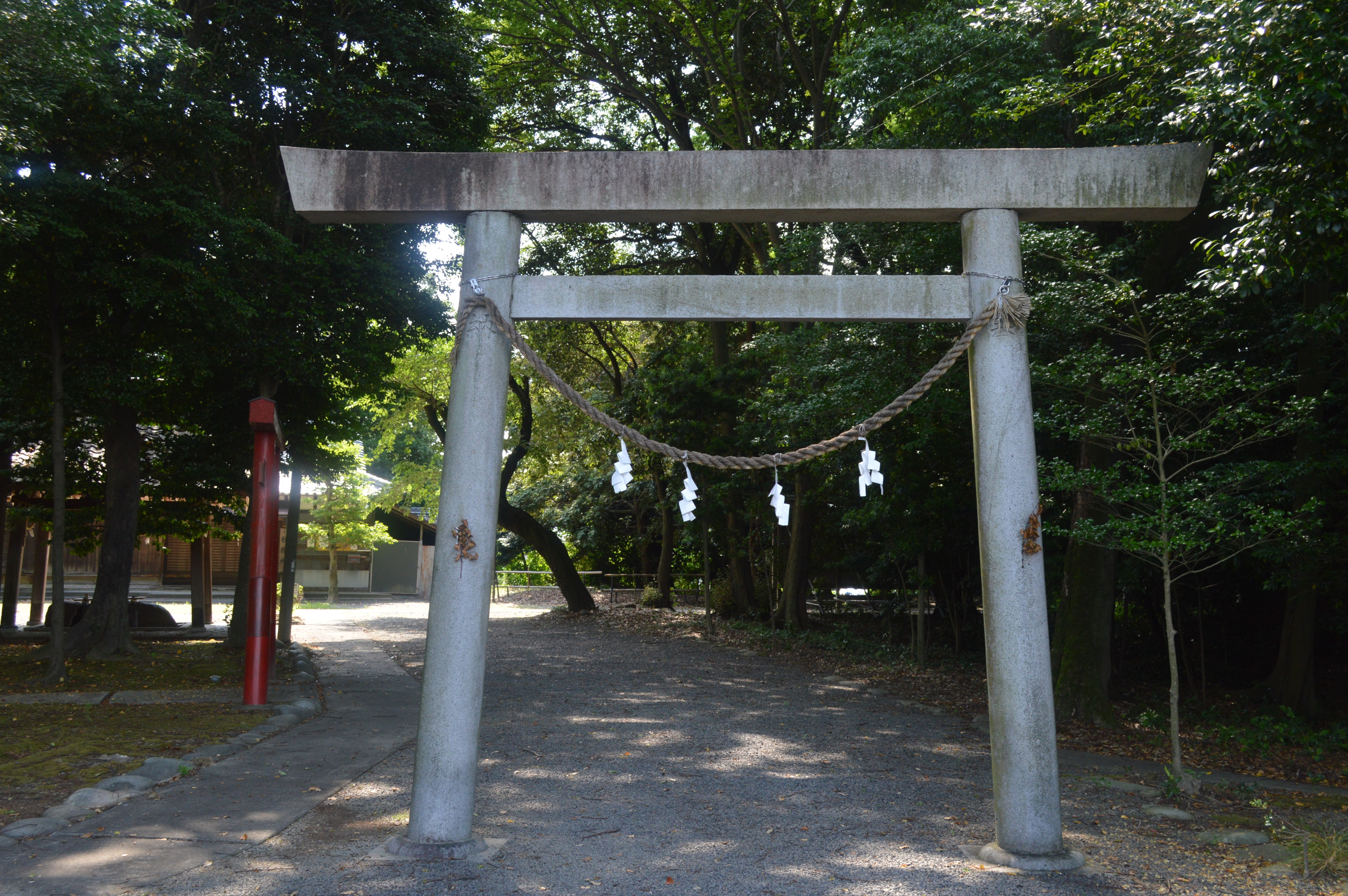
西の鳥居
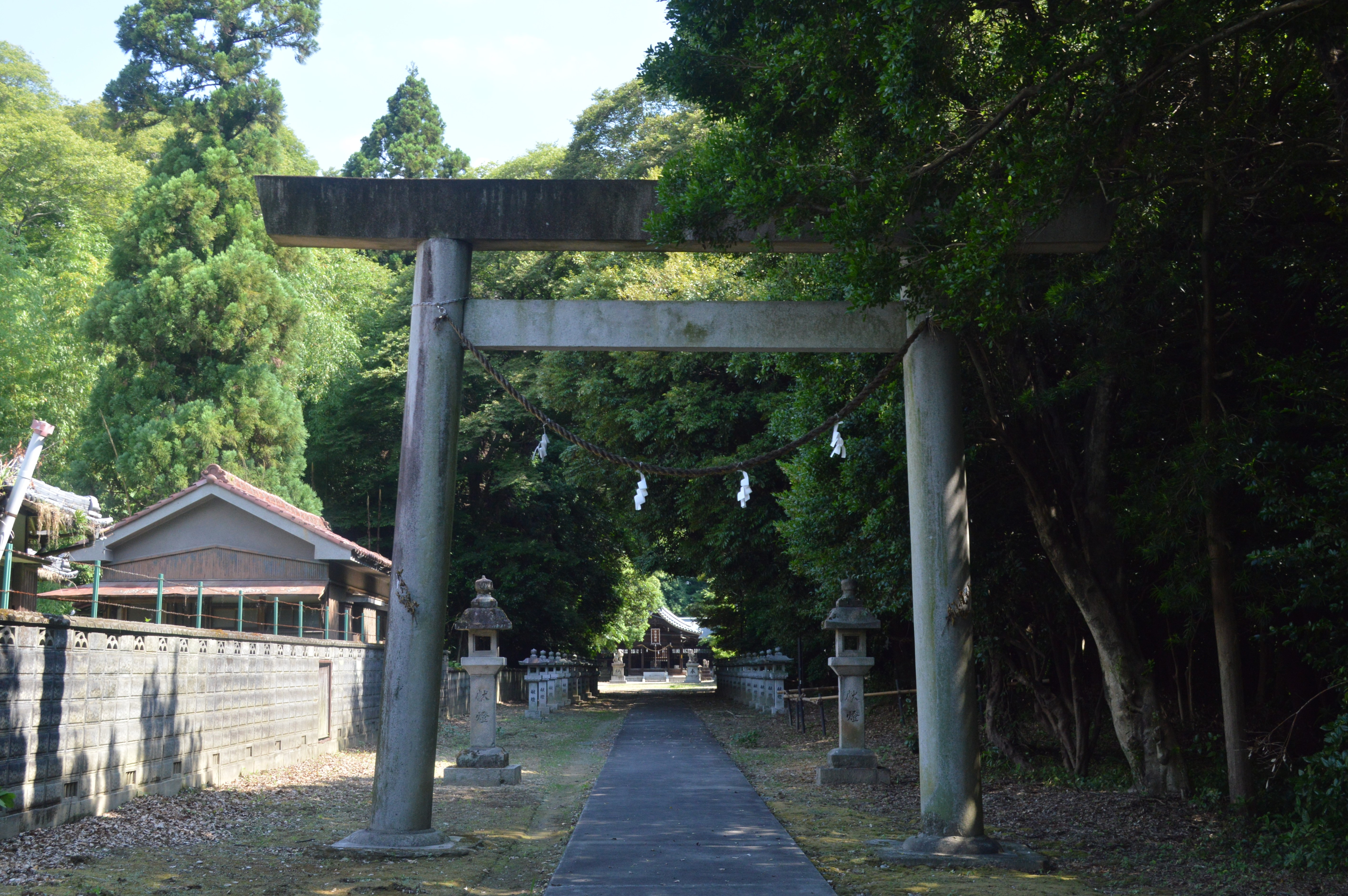
南の鳥居
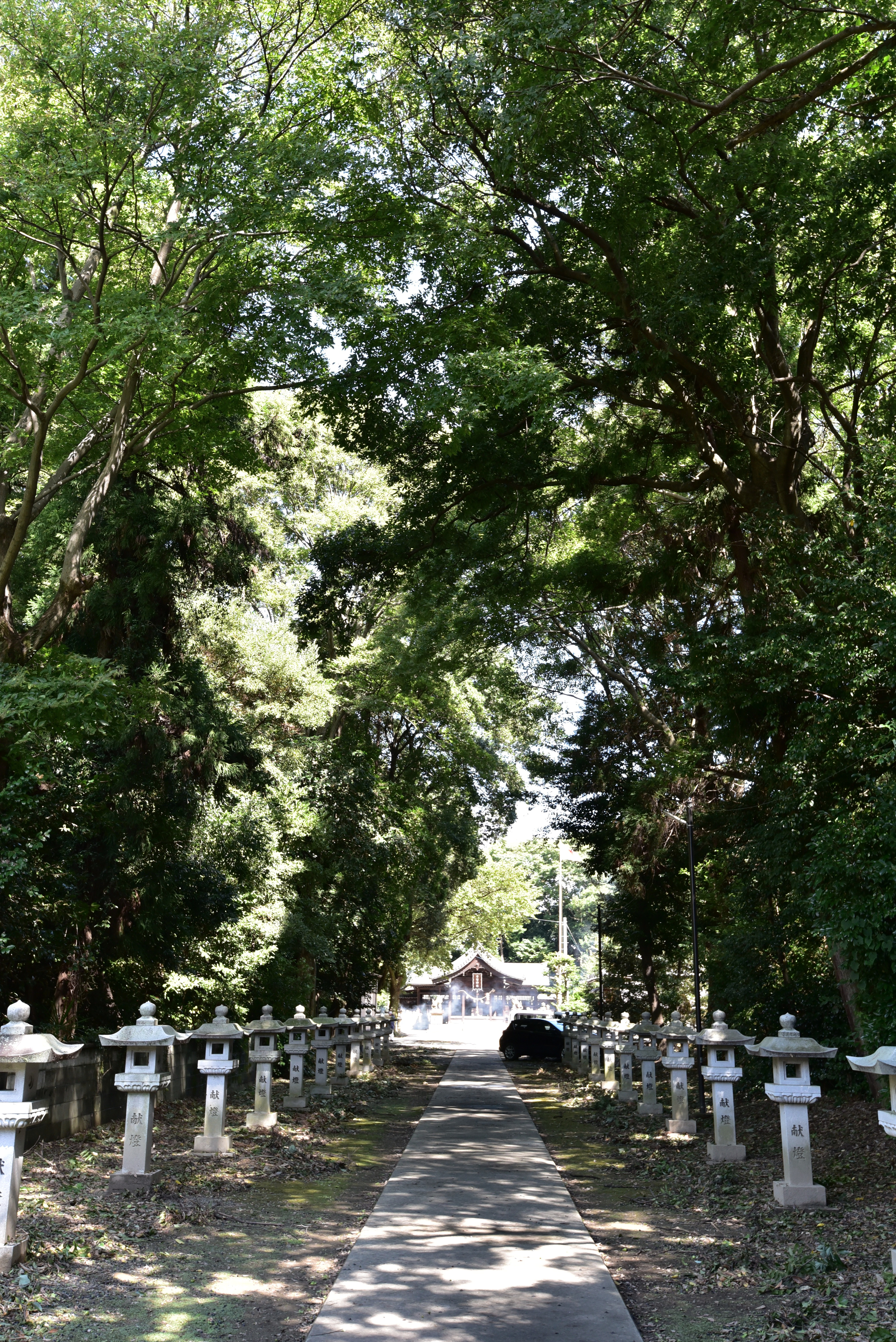
参道

- 本殿
- 祭文殿
- 拝殿の天井画
- 手水舎
- 社務所
- 稲荷社
- 西の鳥居
- 南の鳥居
- 参道

## 文化財

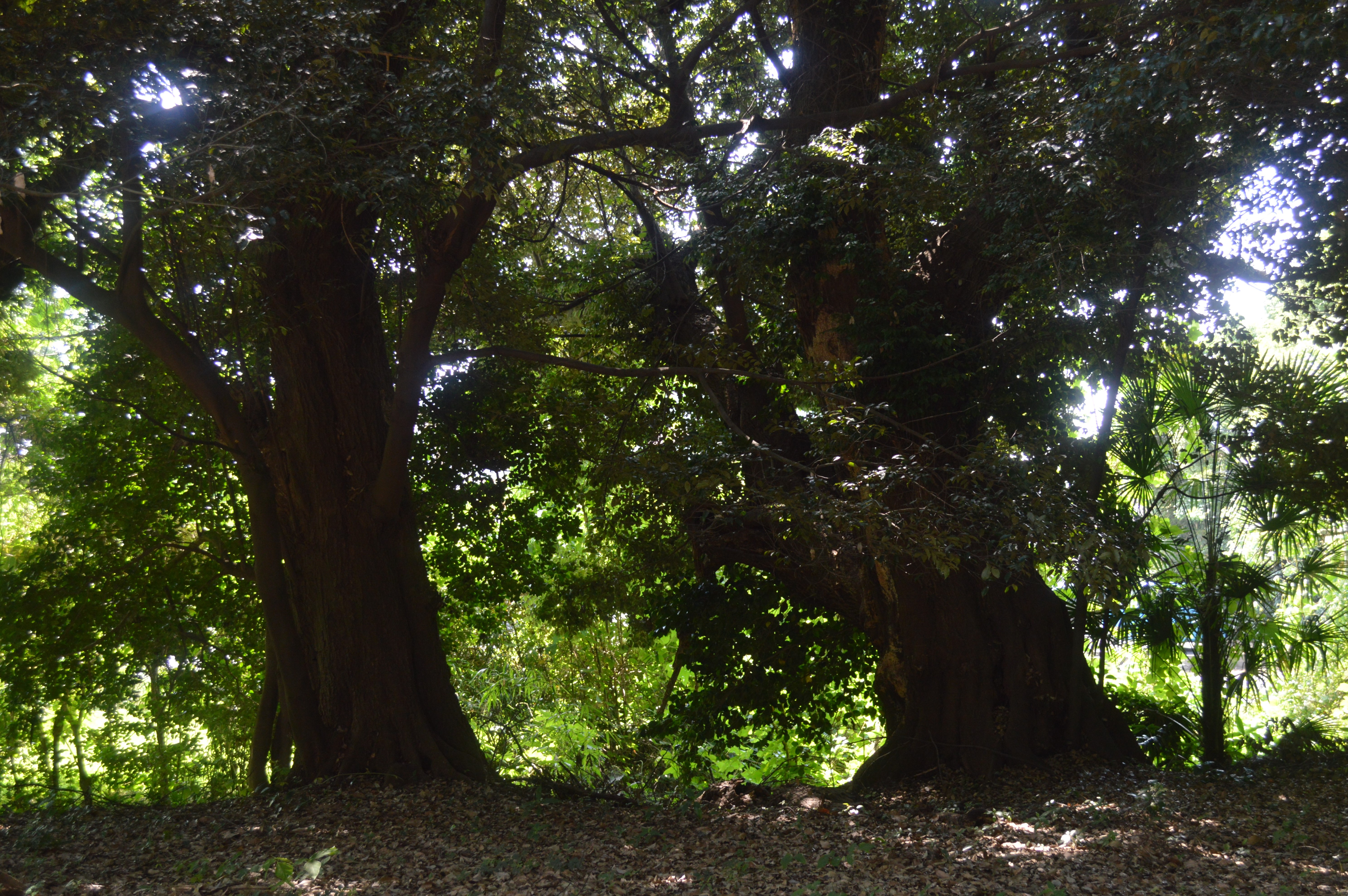
椎の木群生

### 稲沢市指定文化財
- 椎の木群生（天然記念物） - かつてこの地域に照葉樹林が広がっていた名残とされる。シイの単独樹は多いが大木の群生地は珍しいとされる[6]。2005年（平成17年）7月1日指定。

## 行事
- 歳旦祭
- 春分の日祭
- 10月13日 秋の大祭（例祭）
- 勤労感謝祭
- 鎮火祭
- 大祓

- 御武射祭
- 勧学祭
- 子供の日祭
- 茅の輪神事
- 敬老の日祭
- 末社稲荷社初午祭

## 現地情報
所在地
- 495-0012 愛知県稲沢市祖父江町本甲宮東4

アクセス
- 名鉄尾西線森上駅から徒歩